# Kiełb białopłetwy
Kiełb białopłetwy (Romanogobio albipinnatus) – gatunek słodkowodnej ryby z rodziny karpiowatych (Cyprinidae). Bez znaczenia gospodarczego.

## Występowanie
Wody płynące Europy Środkowej i Wschodniej. W Polsce spotykany w dorzeczu Wisły i Odry.
Żyje stadnie w środkowym i dolnym biegu rzek, w głębszej wodzie nad dnem piaszczystym.

## Charakterystyka
Dorasta do 13 cm. Ciało wrzecionowate. Ogon bocznie spłaszczony. Spodnia część głowy pozbawiona łusek. Otwór gębowy w położeniu dolnym, zaopatrzony w dwa wąsiki sięgające tylnej krawędzi oka.
Na bokach występuje rządek plamek zwężających się ku tyłowi a linia boczna jest obrzeżona ciemnymi plamkami. Na płetwie ogonowej może występować 1 lub 2 pasy słabo zaznaczonych plamek równoległych do jej krawędzi.

## Ochrona
Na terenie Polski gatunek był objęty ścisłą ochroną gatunkową. Od 2014 r. podlega ochronie częściowej.